# Aparammoecius nishikawai
Aparammoecius nishikawai är en skalbaggsart som beskrevs av Masumoto 1996. Aparammoecius nishikawai ingår i släktet Aparammoecius och familjen Aphodiidae. Inga underarter finns listade i Catalogue of Life.